# Список інцидентів фратрициду
У цій статті зібрано хронологічний перелік найвідоміших та найсуттєвіших інцидентів фратрициду та дружнього вогню.

## Австро-турецька війна
- 21—22 вересня 1788 — під час битви за Карансебеш різні частини багатонаціональної австрійської армії через мовні непорозуміння розпочали бойові дії між собою: піхота сприйняла кавалерію за турків. Після втрат армія відступила, а турецькі війська прибули аж через два дні та зайняли Карансебеш.

## Наполеонівські війни
- В ніч з 12 на 13 липня 1801 у Другій битві за Альхекірас[en] британський корабель «Сьюперб»[en] атакував величезний 112-гарматний іспанський лінкор «Реал Карлос»[en]. Кілька снарядів пролетіли повз нього та влучили в аналогічний «Сан Ерменехільдо»[en]. Внаслідок хибної ідентифікації вночі іспанські лінкори відкрили вогонь один по одному та вибухнули.

## Громадянська війна в США
- 6 квітня 1861 під час битви при Шайло[en] загинув один із провідних командувачів конфедератів генерал Альберт Сідні Джонстон[en]. Найімовірніше, що він загинув від кулі власних солдатів, про що свідчить напрямок поранення та куля від рушниці, характерної лише для конфедератів[1]. Він залишається найвищим за рангом офіцером США, що загинув у бою[2].
- 2 травня 1863 інший провідний генерал конфедератів Томас Джексон разом з іншими військовими був хибно ідентифікований патрулем та атакований. Кілька людей з оточення загинули, сам генерал отримав поранення та невдовзі помер від ускладнень. Смерті Джонстона та Джексона вважаються вагомими причинами поразки Конфедератів у Громадянській війні.
- 16 січня 1864 у Битві у Спотсильванській глушині[en] внаслідок дружнього вогню загинув генерал конфедератів Майка Дженкінс[en].

## Російсько-японська війна
- 22 жовтня 1904 — Гулльський інцидент. Російська ескадра під командуванням Рождественського, що мала висуватись на допомогу силам на Далекому Сході, в щільному тумані біля британського узбережжя прийняла британські рибальські кораблі за японські торпедні катери. Було потоплено один катер, загинули кілька рибалок. За японські кораблі також прийняли крейсери «Аврора» та «Дмитрій Донський»[ru], внаслідок чого вони отримали незначні ушкодження, загинули кілька моряків та капелан.

## Перша світова війна
- З 1915 до 1918 зафіксовано ряд випадків, коли застосування хімічної зброї оберталось проти дружніх сил. Переважно це було пов'язано з мінливістю вітру, який переносив газ в іншому напрямку. Прикладами битв, де ставалась подібна ситуація, є: Битва при Лоосі (1915).
- 21 січня 1915 німецька субмарина U-22[en] потопила U-7[en], сприйнявши її за ворожу. Із 25 осіб екіпажу U-7 вижив лише один.
- 8 травня 1916 року в Верденській битві, коли німецькі війська захопили французький форт Дуомон, на кухні сталась пожежа, що призвела до детонації боєприпасів та вогнеметного пального. В пожежі загинули сотні солдатів, включно з командуванням 12-го гренадерського полку. Німецькі військовики намагались полишити форт, але відступ вимазаних сажею побратимів німецькі війська поза фортом прийняли за атаку французької Колоніальної армії[en] (вона набиралась із місцевих мешканців французьких колоній, які переважно були смуглими та темношкірими) та відкрили вогонь. Всього в інциденті загинули близько 680 німецьких солдатів[3].
- Вночі 16 вересня 1917 року британська субмарина G9[en] атакувала британський есмінець «Песлі»[en] торпедами, прийнявши за німецьку субмарину. Одна торпеда не влучила, а інша не вибухнула. Есмінець теж не зміг розпізнати дружній підводний човен та вирішив протаранити його. Капітан G9, усвідомивши помилку, подав сигнал; його розпізнав капітан есмінця та надав наказ до повної зупинки, але було запізно — корабель розколов субмарину навпіл. Дістатись до корабля та вижити вдалось лише одному моряку з екіпажу G9.
- 23 січня 1918 ірландського льотчика Вільяма Ґреґорі, що служив у британських повітряних силах, було збито союзними італійськими військами в Італії. Друг сім'ї пілота, ірландський поет Вільям Батлер Єйтс написав свою поему «Ірландський авіатор передчуває власну загибель» (англ. An Irish Airman Foresees His Death) про нього.
- 12 березня 1918 французький дирижабль сприйняв сигнальні ракети британської субмарини G3[en] за зенітний вогонь та скинув чотири 52-кг бомби на неї, потопивши її з усім екіпажем.
- 27 серпня 1918 американський транспортний корабель «Фелікс Тоссіґ»[en] атакував мисливець на підводні човни SC-209[en], прийнявши за німецьку субмарину. Два 76,2-мм снаряди спричинили пожежу і корабель стрімко потонув за три хвилини; 18 людей загинули, 5 (з них чотири поранених) врятувались[4].
- 8 жовтня 1918 дев'ять рот 77-ї піхотної дивізії США під час наступу в Аргоннському лісі опинились в повному оточенні. На додачу до важких боїв проти німецьких сил в усіх напрямках, через помилки в координатах розташування німецьких сил, протягом кількох годин вони були під обстрілами дружніх сил. Фактичний командувач загону відправив останнього вцілілого поштового голуба на ім'я Шер Амі[en], який попри важкі поранення передав союзникам вимогу зупинити обстріл. Оточений зведений загін, який зміг в повному оточенні та під дружнім вогнем утримувати позиції до возз'єднання з дружніми силами, відомий як «Загублений батальйон».
- 15 жовтня 1918 британський корабель-пастка «Кімрік»[en] потопив британську субмарину J6[en], сприйнявши за ворожу. Про приналежність підводного човна стало відомо лише під час підбору моряків у воді. З 44 осіб екіпажу субмарини 15 загинули.

## Війна за незалежність Латвії
- 6 березня 1919 року в випадковій перестрілці з балтійським фрайкором загинув Оскарс Калпакс, якого називають першим командувачем латиських збройних сил.

## Друга світова війна

### 1939
- 6 вересня року, через кілька днів після початку війни, в інциденті над Баркінг-Крік[en] британські Spitfire вилетіли на хибну тривогу, спричинену помилкою радара, та відкрили вогонь по дружніх Hurricane. Один літак було підбито, а в іншому загинув пілот. Пізніше зенітна артилерія збила один зі Spitfire. Примітно, що збитий Hurricane був першою бойовою втратою літака Британії в ДСВ та першою «повітряною перемогою» новітнього Spitfire.
- 10 вересня року британська субмарина «Трітон» потопила іншу британську «Окслі» двома торпедами. З 54 осіб екіпажу вижили двоє.
- 17 лютого року німецькі есмінці здійснили операцію «Вікінґер» на Доггер-банці. Кріґсмаріне не повідомили Люфтваффе про проведення рейду, тож кораблі були атаковані німецьким бомбардувальником. Перший німецький корабель «Лебестрехт Маасс» отримав авіабомбу, розколовся навпіл і затонув, втративши близько 280 з 325 осіб екіпажу. Інший, «Макс Шультц», що вирушив йому на допомогу, також був знищений, втративши весь екіпаж з 308 осіб. Трибунал, ініційований Гітлером, постановив, що обидва кораблі були знищені німецьким бомбардувальником; втім, післявоєнні дослідження показали, що, ймовірно, один або обидва з них підірвались на мінному полі, встановленому британськими кораблями «Айвенгоу» та «Інтрепід».

### 1940
- 10 травня року німецькі бомбардувальники, що мали атакувати Діжон, помилились та скинули бомби на німецький Фрайбург. Загинули 57 цивільних осіб, з яких 22 дітей. Місцева поліція швидко виявила, що бомби були німецькі. Пропаганда видала випадкову атаку за бомбардування з боку Союзників та тривалий час приховувала справжні події[5][6].
- 28 червня року генерал-губернатор та командувач військами Італійської Лівії Італо Бальбо був збитий при підльоті до аеродрому Тобрук власною зенітною артилерією, що сприйняла його літак за британський бомбардувальник, які незадовго атакували аеродром.

### 1941
- 5 січня в естуарії Темзи розбився літак відомої льотчиці Емі Джонсон. Протягом тривалого часу вважалось, що в її літака закінчилось пальне, і він упав. Але 1999 року колишній пілот RAF заявив, що того дня він збив літак. За його словами, на його запит пароля по радіо Емі двічі відповіла неправильно, після чого він відкрив вогонь на ураження. На ранок він дізнався, що це була Емі, командир наказав не розповідати про справжні події.
- 26 травня під час переслідування лінкора Бісмарк 15 британських торпедоносців Swordfish випустили 11 торпед по британському есмінцю «Шеффілд». Катастрофи вдалось уникнути завдяки вдалому маневруванню есмінця та несправності деяких торпед.
- 8 серпня було збито знаменитого британського пілота Дуґласа Бадера, після чого він потрапив до полону. Традиційно вважалось, що він зіштовхнувся в повітрі з німецьким Bf 109 або його збив німецький літак, але сучасні дослідники припускають дружній вогонь більш імовірним, оскільки в документах обох сторін немає достатньо надійних свідчень про збиття Бадера.
- 7 грудня під час атаки на Перл-Гарбор американські війська збили кілька власних літаків. На додачу до того, протягом нападу було збито 3 з 9 цивільних літаків, що летіли в околицях Гаваїв.

### 1942
- 20 лютого під час Бірманської кампанії британські війська неодноразово опинялись під бомбардуваннями власних бомбардувальників Blenheim, втративши близько 170 людей від них. Наступного дня американські пілоти прийняли британську колону за японську та обстріляли, спричинивши близько загибель близько 100 бійців. Того самого дня іншу колону знов атакували британські бомбардувальники, знищивши більше 150 одиниць техніки та 110 бійців[7].
- 1 березня в бою в Зондській протоці деякі японські торпеди пройшли повз австралійський крейсер «Перт» та потопили чотири японські транспортні кораблі.
- 14 квітня року стався Імберський інцидент[en]: під час демонстрації наземної атаки для публіки, 21-річний пілот одного з Hurricane переплутав наземні цілі з публікою та атакував її, вбивши 25—27 та поранивши 71 глядача.
- У 1942, під час Чжецзян-Цзянсійської кампанії японський Загін 731 застосовував біологічну зброю. Крім численних жертв серед цивільного населення, постраждали близько 10 тисяч японських солдатів, 1700 з яких померли.
- 2 травня року польський підводний човен «Ястшомб»[en] зазнав важких ушкоджень через випадкову атаку норвезького есмінця. Екіпаж субмарини самостійно затопив свій човен та евакуювався на союзні кораблі. В інциденті загинули п'ять людей, 6 було поранено.
- В червні італійський підводний човен потопив італійський есмінець «Антоніотто Узодімаре».

### 1943
- 21 січня при хаотичному відступі під Сталінградом італійські солдати сприйняли бронеавтомобіль німецького генерала Карла Айбля за радянський і підірвали гранатами. Генерал помер від ран пізніше того дня.
- 11 червня під час Сицилійської операції зі 144 американських транспортних літаків C-47 американські наземні та морські сили збили 23 та пошкодили 37. 81 парашутист загинув та кілька сотень отримали поранення; деяка кількість літаків через пошкодження повернулась назад без скидання десанту.
- В ніч з 17 на 18 серпня британські повітряні сили здійснили операцію «Гідра»[en]. Їм вдалось перехитрити німецьку розвідку та створити видимість того, що основною ціллю є Берлін, а не Пенемюнде. Німецьке командування відправило нічні винищувачі на патруль над Берліном, де зенітна артилерія сприйняла їх за британські бомбардувальники. Провальна операція призвела до самогубства генерала Ганса Єшоннека.
- У серпні відбувалась операція «Коттедж», коли американські та австралійські війська висадились на острів Киска. Японці покинули острів до цього, але американці та австралійці сприйняли одне одного за японців та відкрили вогонь. В інциденті загинули кілька десятків осіб та отримали поранення до сотні.
- 11 листопада провідний американський контрадмірал Норман Скотт[en] загинув на своєму легкому крейсері «Атланта»[en] під час морського бою за Гуадалканал, вбитий на містку дружнім вогнем з гармат важкого крейсера «Сан Франциско»[en].

### 1944
- Протягом Італійської кампанії генерал Марк Кларк двічі опинився серед дружнього вогню, але не постраждав. 28 січня його PT-катер атакували союзні сили, вбивши та поранивши кількох моряків[8]. Пізніше, 15 лютого, у битві за Монте-Кассіно, союзні бомбардувальники випадково скинули бомби на штаб генерала, кілька з них приземлились близько до його командного пункту[9].
- 28 квітня під час навчальної операції «Тайґер» союзні конвої були атаковані німецькими торпедними катерами. Командувачі вважали за необхідне зробити навчання реалістичними та залучили кораблі, які мали безпосередньо перед висадкою десанту обстріляти берег, щоб призвичаїти десантників перед майбутньою висадкою в Нормандії. Через німецьку атаку початкові плани було дещо скориговано й обстріл перенесено на годину вперед. Втім, не всі десантні підрозділи про це дізнались через нестачу координації, висадились на берег і потрапили під обстріли. В цьому інциденті могли загинути кілька сотень бійців, але точні втрати невідомі.
- 29 квітня стався інцидент біля узбережжя Східної Нової Британії. американські PT-човни PT-347 та PT-350 патрулювали море на японській території. PT-347 застряг на рифі і на допомогу йому вирушили PT-350, а потім і третій човен PT-346[en]. Американські винищувачі F4U Corsair помітили човни, сприйняли їх за японські та атакували. Човни атакували у відповідь та збили один з них. На PT-350 загинули троє моряків і він полишив район. Пізніше того дня 8 SBD Dauntless, 6 TBF Avenger, 4 F6F Hellcat та 4 F4U Corsair вилетіли на пошуки збитого пілота. Початково екіпажі човнів вирішили, що це прикриття з повітря для порятунку PT-347, але літаки все ще вважали човни японськими та атакували їх. Човни відкрили вогонь у відповідь та збили один F6F Hellcat. Екіпажі намагались урятуватись у воді. Обидва човни було знищено, після чого літаки атакували моряків у воді. Пізніше, коли ситуація прояснилась, моряків порятували. Таким чином, в результаті інциденту було втрачено 2 літаки, 2 PT-човни (та один пошкоджено); на човнах загинули 24 моряки та зазнали поранень 25[10].
- 26 липня в операції «Кобра» від бомби дружніх сил загинув командувач так званої 1-ї групи армій США генерал-лейтенант Леслі Мак-Нейр.
- 27 липня британський бомбардувальник потопив радянський підводний човен В-1 (колишній британський «Санфіш»).
- 8 серпня під час операції «Тоталайз» бомбардувальники завдали удару по штабу канадської та польської дивізій. Загинули 65 людей. Зазнали поранень близько 250 солдатів, серед яких був канадський генерал Род Келлер[en]. Його було важко поранено, після чого він пішов у відставку.
- 25 грудня вогнем дружньої зенітної артилерії було збито найрезультативнішого американського аса європейського театру бойових дій, Джорджа Предді[en]. Артилерія цілила в німецький літак, переслідуваний Предді, але збила самого Предді.

### 1945
- 1 січня під час провальної операції «Боденплатте» до чверті втрат, які в цілому були дуже суттєвими та критично послабили повітряні сили, були спричинені тим, що задля секретності, німці не повідомили власні зенітні підрозділи про атаку.
- 1 березня в битві за Іодзіму від, імовірно, вогню дружнього корабля загинув сержант Майкл Стренк, відомий за підняттям прапора на горі Сурібаті.
- Вночі з 13 на 14 травня загинув Вольфґанґ Лют, результативний німецький підводник. Повертаючись п'яним додому, неправильно відповів на запит німецького патрульного та був застрелений.

## Палестинська війна (1947—1949)
- 10 червня 1948 року перший генерал Ізраїлю Мікі Маркус загинув через непорозуміння з патрульним: Маркус майже не знав івриту, а патрульний англійської, тож його було застрелено.

## В'єтнамська війна (1955—1975)
Кількість інцидентів дружнього вогню під час війни оцінюється у близько 8000.
- 19 листопада 1967 року американський A-4 Skyhawk скинув дві 110-кг бомби на американський командний пункт. Загинули 45 та отримали поранення 45 парашутистів[15].

## Шестиденна війна (1967)
- 8 червня 1967 року ізраїльські авіація та флот випадково атакували «Ліберті»[en], американський корабель-розвідник. Корабель було сильно пошкоджено, 34 моряки загинули, 171 зазнали поранень.

## Турецьке вторгнення на Кіпр (1974)
- 21 липня 1974 року турецька авіація потопила турецький есмінець «Коджатепе»[en], прийнявши його за грецький. 54 особи загинули.

## Ліванська війна (1982)
- 10 червня 1982 року стався найбільш летальний інцидент дружнього вогню за історію ЦАГАЛа. Ізраїльський F-4 Phantom прийняв війська за сирійські та атакував касетними боєприпасами, внаслідок чого загинули 24 та зазнали поранень 108 осіб[16][17][18].

## Фолклендська війна (1982)
- 6 червня 1982 року стався Інцидент із гелікоптером Gazelle[en], який було збито есмінцем «Кардіфф».

## Війна в Афганістані (2001—2021)
- 17 квітня 2002 — інцидент на Тарнак Фарм[en]
- 26 листопада 2021 — прикордонні бої між НАТО та Пакистаном[en]
- 9 червня 2014 — авіаудар у долині Гази[en]

## Іракська війна (2003—2011)
- 4 березня 2003 американський солдат убив італійського генерал-майора Нікола Каліпарі[en], що призвело до дипломатичного скандалу.
- 28 березня 2003 — інцидент дружнього вогню[en]
- 6 квітня 2003 стався найбільш летальний інцидент дружнього вогню у війні, коли американський F-14 Tomcat, маючи намір атакувати іракський танк, випадково влучив керованою бомбою по американсько-курдському конвою. Загинули 18 курдських бійців, 4 американських, перекладач BBC, 80 людей зазнали поранень[19].

## Російсько-українська війна (з 2014)
- На самому початку повномасштабного вторгнення, внаслідок загального хаосу та поганої комунікації, відбулись багато інцидентів дружнього вогню, коли українських солдатів сприймали (переважно, на слабко контрольованих блокпостах) за ворогів. Одним із найвідоміших є бій на проспекті Перемоги 26 лютого 2022 року в Битві за Київ, коли кілька одиниць техніки ЗСУ були сприйняті за російську ДРГ. Загинули солдати строкової служби, військовослужбовці 101-ї окремої бригади охорони та 72-ї окремої механізованої бригади[20][21].
- Видання The Insider від початку повномасштабного вторгнення зафіксувало знищення 13 російських літальних апаратів, що могли бути втрачені внаслідок дружнього вогню російської ППО: 4 багатоцільові винищувачі Су-35, 3 винищувачі-бомбардувальники Су-34, 2 літаки ДРЛО А-50У (втім, збиття цих літаків цілком імовірно могло бути здійснене українськими силами оборони, див. Знищення А-50У над Азовським морем та Знищення А-50У над Краснодарським краєм), 1 багатоцільовий винищувач Су-27, 1 десантно-транспортний вертоліт Мі-8, 1 багатоцільовий вертоліт Мі-24[22][23].

## Інші інциденти
- 17 квітня 1994 — інцидент з вертольотами Black Hawk в Іраку (1994).
- 2 березня 2000 року дві колони російського ОМОНа атакували одне одного[en], що призвело до загибелі 20 та поранення 30 бійців.
- 10 травня 2020 року при навчаннях іранський корвет «Джамаран»[en] випадково атакував «Конарак»[en], іранський допоміжний корабель. Удару було завдано протикорабельною ракетою «Нуур»[en]. Корабель зазнав серйозних пошкоджень, за заявами іранських посадовців, загинули 19 осіб та зазнали поранень 15.